# Rituvík
Rituvík (IPA: [ˈɹiːtʊvʊik], (danska: Ridevig) är en ort på Färöarna, centralort i Runavíks kommun på ostkusten av Eysturoy.
Orten grundades 24 december år 1873 då Petur Højgård från Toftir och hans hustru, Nikolina Torkilshøj från Nes bosatte sig på orten. Vid kyrkan är det uppfört en staty av dem. Kyrkan invigdes den 17 december 1955. I Rituvík finns en skola från 1967 som har omkring 50 elever, fördelade på fyra klasser. Det finns också ett missionshus med aktiviteter för barn, ungdomar och vuxna. Fyra kilometer väst om orten ligger Runavík, huvudorten i kommunen. Sex kilometer söder om orten ligger Æðuvík, den sydligaste tätorten på ön. Rituvík hade år 2015 totalt 271 invånare.
Namnet på orten kommer från fågeln Tretåig mås (Rissa tridactyla, färöiska: Rita) och vík, ordet för vik eller bukt. Ortens namn betyder därmed Tretåig måsviken eller Måsviken.

## Befolkningsutveckling
| Befolkningsutvecklingen i Rituvík 1985–2015 | Befolkningsutvecklingen i Rituvík 1985–2015 | Befolkningsutvecklingen i Rituvík 1985–2015 | Befolkningsutvecklingen i Rituvík 1985–2015 | Befolkningsutvecklingen i Rituvík 1985–2015 |
| ------------------------------------------- | ------------------------------------------- | ------------------------------------------- | ------------------------------------------- | ------------------------------------------- |
|                                             |                                             |                                             |                                             |                                             |
| År                                          |                                             |                                             | Folkmängd                                   |                                             |
| 1985                                        | 1985                                        |                                             | 262                                         |                                             |
| 1990                                        | 1990                                        |                                             | 283                                         |                                             |
| 1995                                        | 1995                                        |                                             | 265                                         |                                             |
| 2000                                        | 2000                                        |                                             | 258                                         |                                             |
| 2005                                        | 2005                                        |                                             | 278                                         |                                             |
| 2010                                        | 2010                                        |                                             | 279                                         |                                             |
| 2015                                        | 2015                                        |                                             | 271                                         |                                             |
|                                             |                                             |                                             |                                             |                                             |

## Bildgalleri

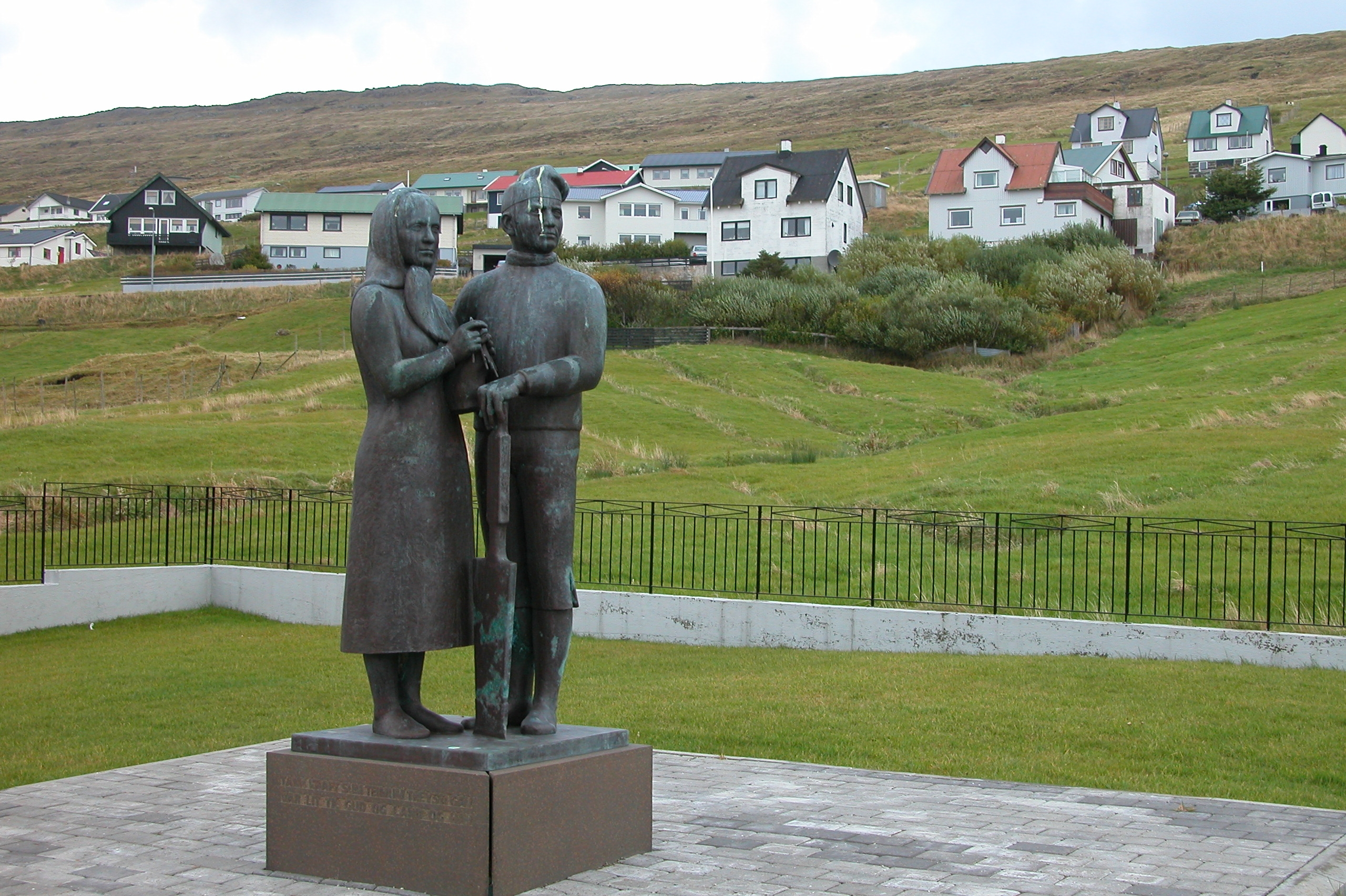
Staty över de första bosättarna, Nikolina Torkilshøj och Petur Højgård.
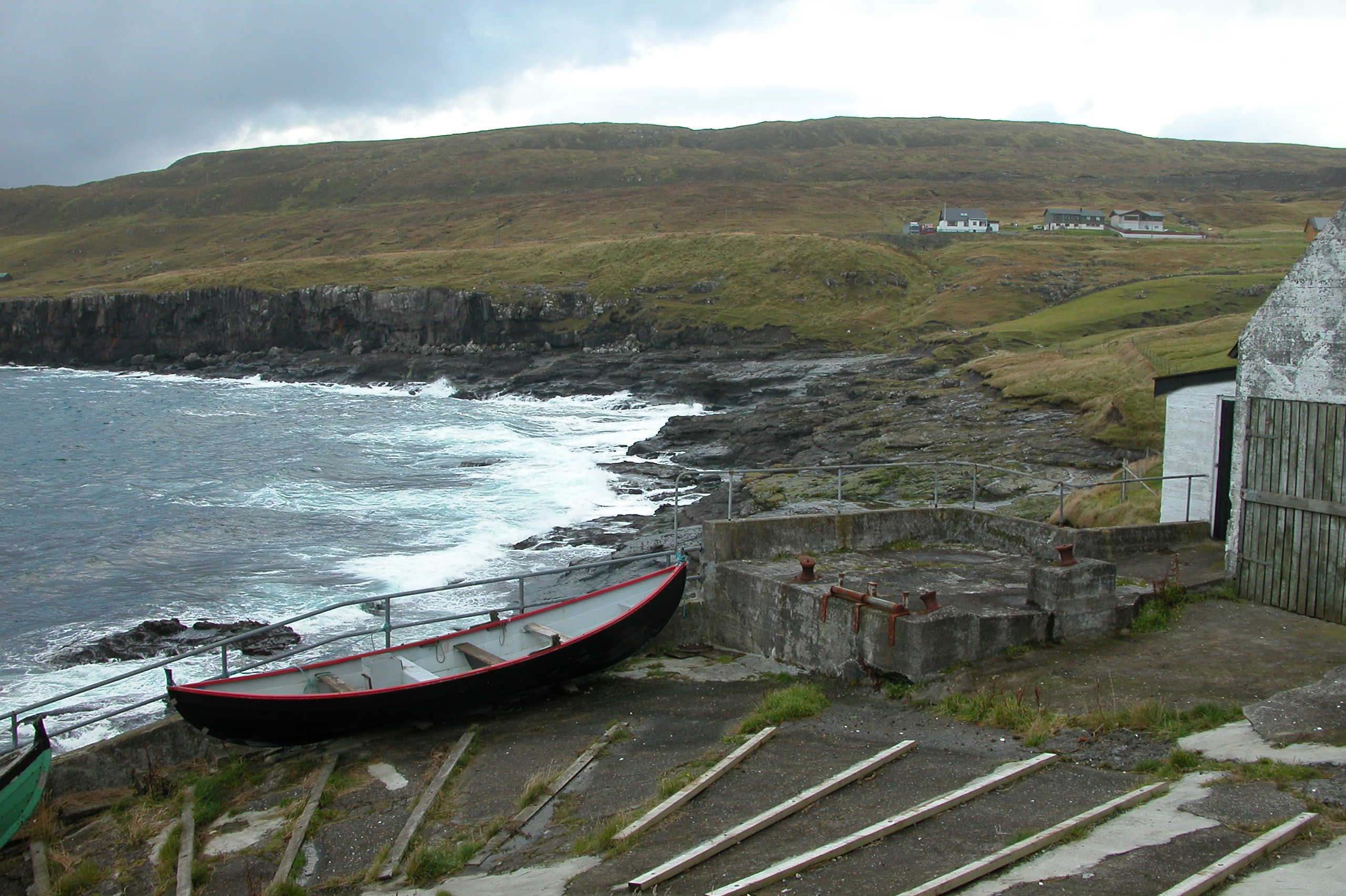
Färöisk båt i Rituvík.
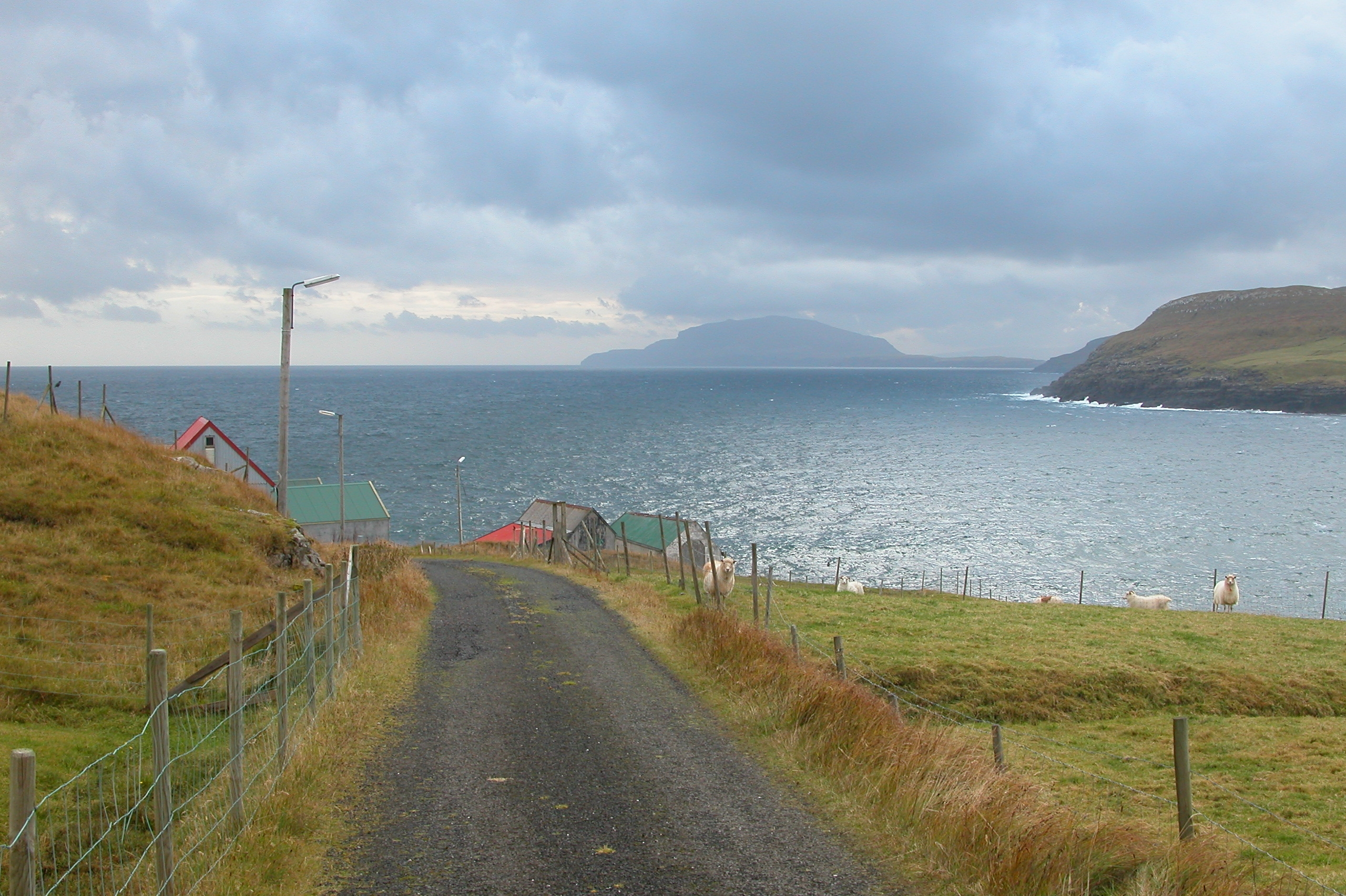
Vy söderut från Rituvík. Ön Nólsoy ses i bakgrunden.
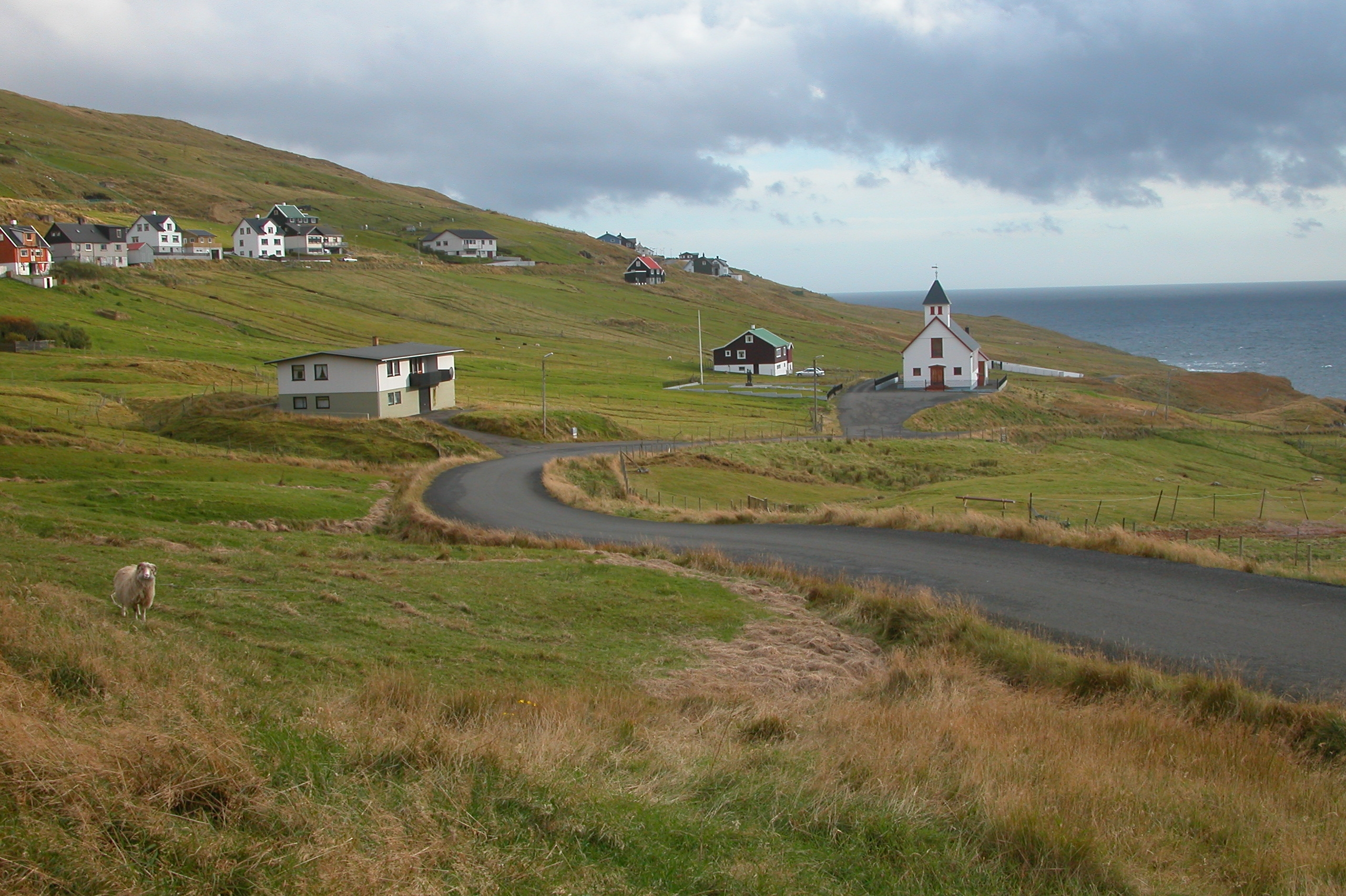
Rituvíks kyrka med omgivning.